# Belilo
Belilo je splošno ime za kemična sredstva za domačo in industrijsko uporabo, ki služijo za beljenje tekstila in celuloze, čiščenje ali dezinfekcijo.
Leta 2016 je NIJZ opozoril, da so zdravilne kapljice MMS raztopina industrijskega belila, tj. natrijevega klorita.